# Les Âmes perdues (South Park)
 (avril 2020).
Si vous disposez d'ouvrages ou d'articles de référence ou si vous connaissez des sites web de qualité traitant du thème abordé ici, merci de compléter l'article en donnant les références utiles à sa vérifiabilité et en les liant à la section « Notes et références ».
Pour les articles homonymes, voir Âmes perdues (homonymie).
Les Âmes perdues (The Damned en VO) est le troisième épisode de la vingtième saison de la série d'animation américaine  South Park. Il est diffusé pour la première fois le 28 septembre 2016 sur Comedy Central. L'épisode traite des méfaits de l'anonymat et du trollage sur Internet ainsi que de l'élection présidentielle américaine de 2016, des thématiques centrales de cette saison.

## Résumé
La police ouvre une enquête à la suite de la disparition inexpliquée de Cartman de Twitter et d'Internet, après la destruction de tous ses appareils électroniques dans l'épisode précédent. Les garçons de l'école responsables sont divisés, certains regrettant, d'autres assumant, Butters craignant des représailles d'Eric. Stan est déprimé par la tournure des évènements, et par le fait que Wendy ait rompu avec lui.
Désœuvré en-dehors de l'école, Cartman commence à passer du temps avec Heidi Turner, qui s'est retirée volontairement de la toile pour échapper au cyberharcèlement. Il va au parc avec elle, l'amène manger dans des fast foods et lui dit qu'il essaye sincèrement de changer son comportement ces derniers temps.
Du côté de la campagne présidentielle, M. Garrison essaye toujours de persuader les Américains de voter pour Hillary Clinton, mais quoi qu'il dise, il continue d'attirer la sympathie et d'être premier dans les sondages. Il n'est pas aidé par son adversaire qui répète de ne pas croire ce qu'il dit, même quand il confesse sa détresse ou insulte tout le monde.
Randy Marsh apprécie de plus en plus la campagne de Garrison, et pense désormais voter pour lui. La nouvelle surprend Stephen Stotch, qui lui a décidé de voter pour Clinton. Ce revirement surprend Randy, qui décide de s'intéresser de plus près aux fameuses mémo-myrtilles quand Stephen lui propose une nouvelle fois d'en manger. 
Gerald Broflovski continue de troller sur Internet sous le pseudonyme de Piègeàmorues42. Freja Ollegard, l'ancienne championne olympique danoise et rescapée du cancer du sein, est devenue comme prévu sa nouvelle cible. De plus en plus de trolls s'en prennent à elle, au point qu'elle finit par se suicider. Tout le Danemark lui rend hommage et se lance dans une guerre contre les trolls du web. Gerald est très perturbé par ce que ses actions ont causé, et reçoit bientôt un message anonyme disant : "Je sais qui tu es". Il décide alors d'effacer tout son historique Internet puis de détruire son smartphone et son ordinateur. Alors qu'il vérifie celui de son fils Ike, pour savoir s'il pouvait accéder à ses fichiers, il reçoit dans sa boite mail un autre message disant "Je sais qui tu es" et une alerte lui donnant rendez-vous le lendemain...